# Trest smrti v Etiopii
Trest smrti v Etiopii je legální forma trestu. Trest smrti může být vykonán se souhlasem prezidenta, ale popravy jsou v Etiopii vzácné. Trest smrti se může vztahovat nejen na vraždu, ale i na nenásilné zločiny jako je incest, rouhání, únos zasnoubené dívky nebo vdovy či krádež zvířat.
V roce 2007 byl popraven major Tsehai poté, co byla zamítnuta jeho žádost o milost. Tsehai byl odsouzen za zastřelení Kinfe Gebremedhina, blízkého spojence premiéra Melese Zenawiho, v roce 2001. Rozsudek smrti schválil prezident Girma Wolde-Giorgis.
V roce 2019 obdržela Etiopie patnáct doporučení, aby přijala Druhý opční protokol k Mezinárodnímu paktu o občanských a politických právech. Podle Amnesty International bylo v roce 2019 v Etiopii odsouzeno k trestu smrti pravděpodobně deset lidí.

## Trest smrti v etiopském právu
Historicky etiopská společnost považovala trest smrti za základní nástroj ochrany společnosti. Přijímala ho jako odplatu těm, kdo páchají velký hřích. Patří mezi ně vraždy, krvesmilstvo, rouhání, únos zasnoubené dívky nebo vdovy a krádeže zvířat, jako jsou koně nebo voli. Trest smrti může být aplikován se souhlasem prezidenta, ale popravy jsou v zemi vzácné.
Trest smrti za vraždu sloužil dvěma významným cílům: Za prvé odsouzením k trestu smrti společnost doufala, že tak odškodní pozůstalou oběť. Za druhé trest smrti sloužil jako odčinění vraha od hříchu. Jean Graven s odkazem na argument pro zachování trestu smrti v návrhu trestního zákoníku z roku 1957 napsal: "Není to nutné pouze pro sociální ochranu; vychází z nejhlubších citů etiopského lidu pro spravedlnost a usmíření. Zničení života, nejvyššího úspěchu Stvořitele, může být zaplaceno pouze obětí života viníka."